# Vudù

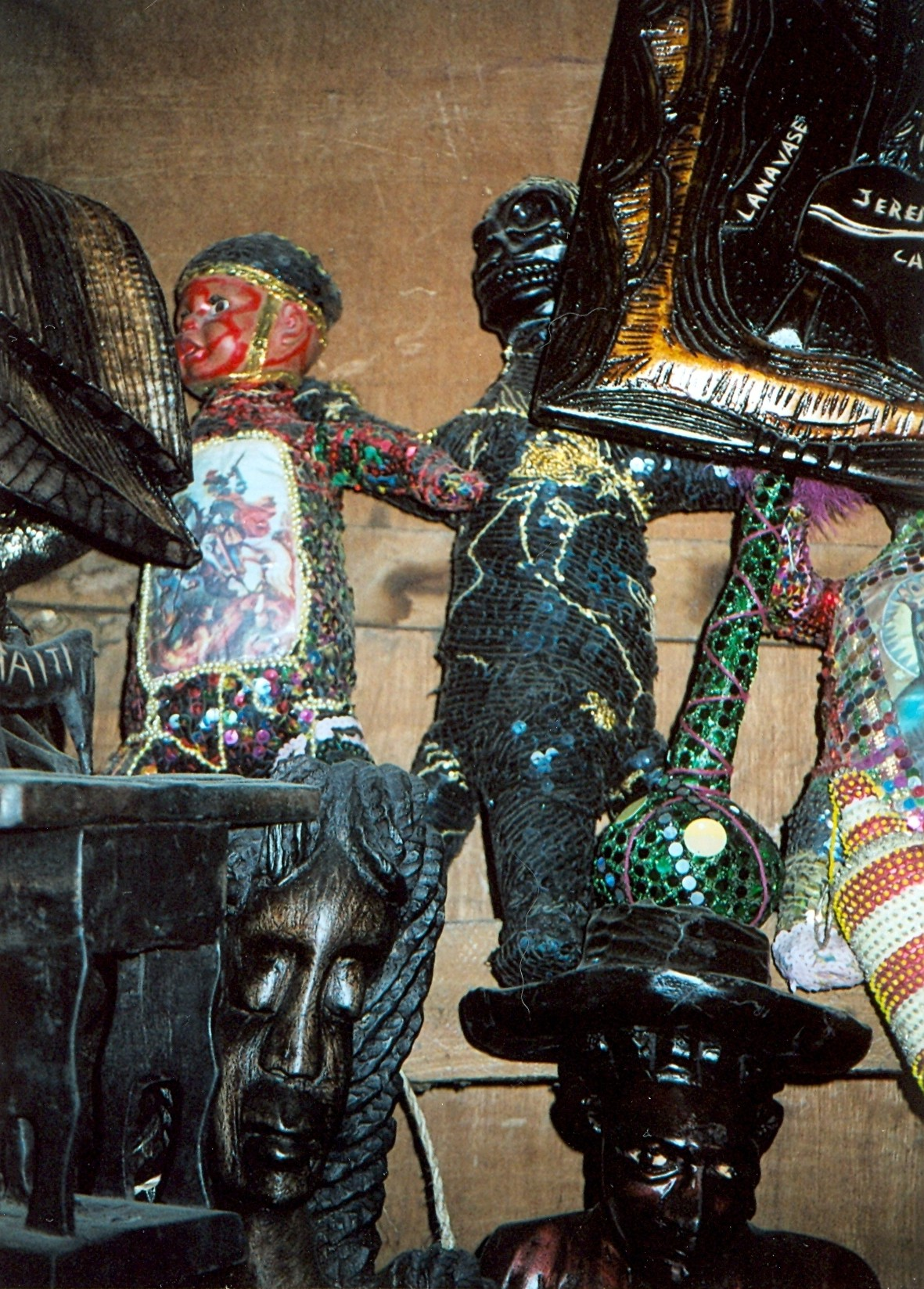
Oggetti per il rito vudù a Port-au-Prince (Haiti)

Il vudù è una religione africana e afroamericana dai caratteri sincretici.
La parola deriva dal termine africano vodu, che in fon letteralmente significa "spirito", "divinità", o letteralmente "segno del profondo". Ci sono varie altre forme di traslitterazione e pronuncia, meno usate: vodou in creolo, vaudou in francese, vodun o vodoun in fon, vodu, vudu, vodon, vudun, voudon, voudun, voudou, voudoun e diffusamente voodoo secondo la grafia anglosassone. Esistono infine altri tre termini, ovvero sevi loa (o sevi lwa, o ancora sevi lua), luduismo e naniguismo. I fedeli vengono designati con il termine vudù, con la minuscola, e anche in questo caso ci sono varianti: vuduista o naniguista.
La si ritiene generalmente una delle religioni più antiche al mondo, sempre se si vuole considerare la forma moderna, nata tra il Seicento e il Settecento pressoché contemporaneamente in America Latina e in Africa occidentale, come una continuazione diretta della forma originale. La religione vuduista attuale combina elementi derivanti dal cattolicesimo dei colonizzatori europei ed elementi estrapolati dalle religioni ancestrali dell'Africa occidentale, in particolare dei popoli Fon e Ewe. Oggi il vudù è praticato da circa sessanta milioni di persone in tutto il mondo, e recentemente è stato riconosciuto come religione ufficiale in Benin, dove è organizzato in una chiesa forte, alla quale aderisce l'80% della popolazione, e a Haiti dove è praticato da gran parte delle persone. A differenza di quanto comunemente si ritiene, il vudù non è un fenomeno legato solo alla magia nera, ma una religione a tutti gli effetti, ed è dotato di un profondo corpus di dottrine morali e sociali, oltre che di una complessa cosmologia.

## Storia

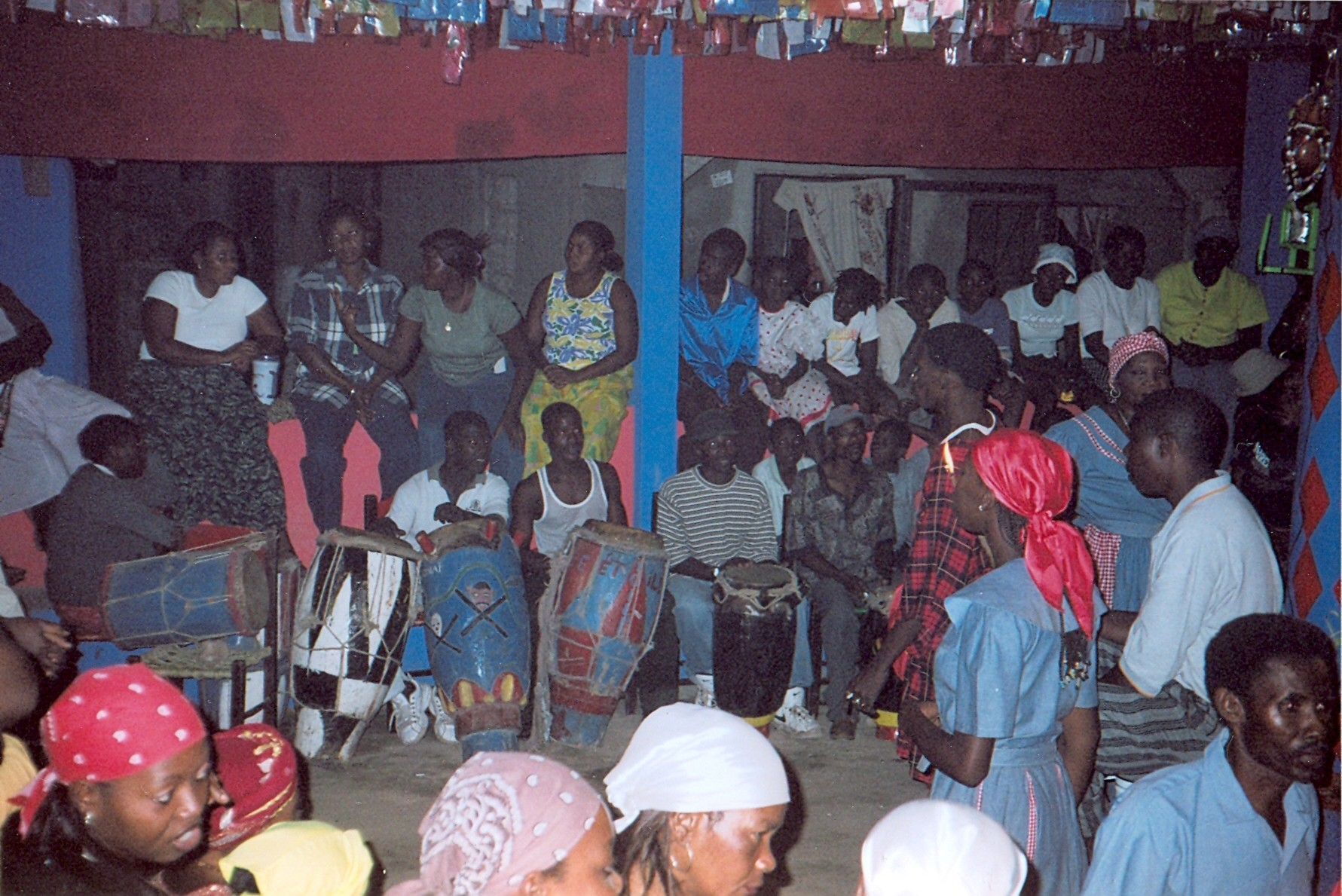
Cerimonia vudù a Jacmel (Haiti)

Diffusa in varie aree africane già prima delle colonizzazioni europee, la religione si è poi diffusa nelle Americhe, in conseguenza alla deportazione degli schiavi nelle nuove colonie, dove venivano sfruttati per il lavoro forzato. Risale proprio a questo periodo, tra il XVII e il XVIII secolo, la codifica del vudù così come lo si può conoscere oggi: nato dalla sintesi delle varie espressioni spirituali africane e di alcuni elementi cattolici.
Il vudù rappresentò per gli schiavi africani uno spiraglio di luce nella miseria della schiavitù; una fede comune che poteva farli sentire parte di una cultura valorizzata, nonché parte di una comunità. Tuttavia il vudù dovette affrontare una dura lotta contro l'oppressione esercitata dal cattolicesimo: la Chiesa cattolica combatté strenuamente contro l'espressione religiosa africana, a causa del suo insieme di superstizioni e magia nera.
Con le deportazioni nelle Americhe, il vudù incominciò a diffondersi nelle isole caraibiche, e successivamente in tutta l'America Centrale. Col tempo la religione vuduistica si ibridò con quella cattolica, individuando la presenza di un dio supremo e di numerosi intermediari; nei tre secoli che separano la nascita del vudù moderno e l'epoca attuale nacquero varie correnti religiose, con l'acclamazione da parte dei cattolici riscontrato negli anni cinquanta e l'avversione dei protestanti che perdura tuttora.
Nonostante le repressioni, il vudù attirò un numero sempre maggiore di adepti, proprio grazie a quell'alone di proibito e misterioso che la sua condanna aveva originato. In tempi moderni il vudù sta godendo di una discreta diffusione negli Stati Uniti e nell'America Meridionale: a Haiti il riconoscimento ufficiale della religione vuduista, praticata da quasi tutta la popolazione parallelamente al cristianesimo, risale al 2003. In Africa occidentale è in corso un revivalismo: in Benin è riconosciuto in qualità di religione ufficiale dal 1996 ed è praticato dai quattro quinti della popolazione; viene inoltre amministrato da una comunità organizzata e insegnato nelle scuole. Numerosi credenti sono presenti in Ghana e in Togo.

## Cosmologia

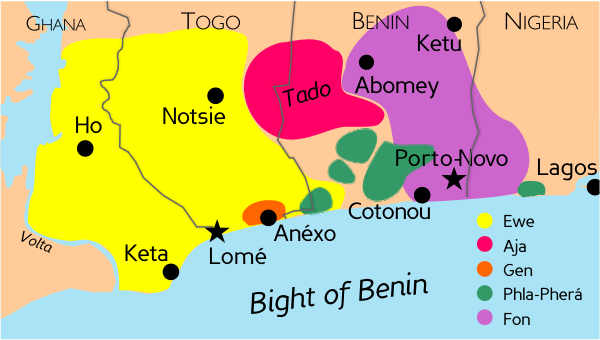
Zone di diffusione del vudù

Il vudù postula l'esistenza di una divinità suprema, che nella tradizione africana sarebbe indicato con nomi quali Mawu, Olorun o Gran Met (dal francese Grand Maître, ovvero "Grande Maestro"), ma questa divinità suprema, se esiste, è lontana e non conoscibile.
Gli elementi sovrannaturali con cui l'uomo può interagire e che rappresentano le divinità percepibili del vudù sono i loa, spiriti collettivi in grado di presiedere a diversi fenomeni, di cui acquisiscono le qualità. Ad esempio, il loa Papa Legba è raffigurato come un vecchio ad un crocevia, e il suo dominio sono le strade, i passaggi e la comunicazione. In quanto tale viene invocato sempre per primo durante i riti vudù, perché accolga la richiesta di aprire i canali attraverso cui gli altri loa, specifici per ogni problema, potranno recepire le preghiere dei fedeli. Per queste qualità è associato, e spesso venerato, nelle sembianze del San Pietro della tradizione cristiana.
Papa Ghede è la somma collettiva degli spiriti dei morti e contemporaneamente l'oltretomba in cui risiedono gli stessi spiriti dei morti, che possono essere interrogati attraverso di lui.
Altri loa particolarmente caratteristici sono Erzulie (associata alla fertilità e mutuata sull'immagine della Madonna cristiana), Ogoun (associato al denaro e al potere terreno in ogni sua forma), Damballa (il serpente del cielo).
I loa, detti anche 'cavalieri divini', durante i rituali possono possedere (o 'cavalcare') i fedeli predisposti alla possessione. I posseduti acquistano le movenze e le maniere dei loa; spesso in seguito riferiscono di non ricordare nulla di quanto hanno detto o fatto.

## Ecclesiologia
Il vudù si presenta generalmente con un'organizzazione costituita da un sistema di congregazioni. Ad Haiti e in Benin esistono due vere e proprie Chiese vuduiste che amministrano molte di queste congregazioni e gestiscono le cerimonie religiose, oltre ai seminari di formazione del clero vuduista; in Benin la Chiesa del vudù è un'istituzione molto importante nella società e nella vita dei cittadini: gestisce infatti parecchi servizi pubblici, quali ospedali, scuole, college e alcuni enti di beneficenza. Il clero vuduista è costituito da sacerdoti e sacerdotesse, che svolgono generalmente le medesime funzioni; i sacerdoti maschi vengono chiamati oungan (anche ungan o houngan), le donne mambo. Ogni congregazione vuduista possiede poi i propri alti sacerdoti e alte sacerdotesse, chiamati rispettivamente papaloa e mamaloa; hanno il compito di gestire al meglio gli interi collegi clericali, avendo alle spalle molti anni di esperienza. Esistono inoltre alcune decine di cosiddetti "roi" (re), che godono di un prestigio particolare e insieme formano la guida della cosiddetta "Chiesa" beninese. Sono i discendenti degli antichi sovrani del Dahomey e hanno diverse specializzazioni; Towakon Guedehongue II, ad esempio, benché gli sia spesso attribuito il titolo di "papa" del vodù, non è altro che uno dei tanti roi, specializzato nella supervisione sulla correttezza dei rituali nei vari hounfour.
Il clero offre servizio in templi, gestiti dalle congregazioni e diffusi sul territorio; oggi esistono templi vuduisti in particolare in America centrale e in Africa occidentale, sebbene luoghi di culto si possano trovare anche in tutti gli Stati Uniti e in alcuni paesi europei, in particolare in quelli in cui le attività del vudù sono più radicate. Ad esempio, esiste un hounfour a Fyé, in Francia, chiamato "La Mandragore"; è l'unico hounfour europeo ufficialmente riconosciuto in Benin.
I templi sono considerati luoghi in cui l'essere umano può entrare in contatto con la divinità, ed è per questo che vi si svolgono i rituali. Gli edifici di culto sono decorati con vari elementi, tra cui un ingente quantità di candele, raffigurazioni di santi e oggetti considerati legati ai loa. Questi ultimi sono celebrati e richiamati mediante l'utilizzo dei veve, le geometrie sacre. Durante i rituali sono molto frequenti i sacrifici animali, in particolare, tipico della tradizione vuduista è il rituale che prevede lo sgozzamento del galletto. Possono essere utilizzate anche le famose bambole vudù. Altra caratteristica importante dei riti vuduisti è il forte misticismo, vale a dire il forte contatto che viene teso tra il mondo divino e il mondo umano, portando ad un'unione rituale tra uomini e dèi sotto forma di possessione rituale.
Le liturgie prevedono infatti la possessione divina, attraverso cui una divinità loa o lo spirito di una persona defunta si impossessa del corpo del celebrante, solitamente un membro del clero, interagendo con i partecipanti al rito. Nei momenti di estasi il posseduto viene detto zombi, ovvero una persona viva sotto il controllo di un ente che in realtà non appartiene al suo corpo. Si crede infatti che durante i rituali di possessione una delle due anime del posseduto lasci il corpo per permettere alla divinità di penetrarvi.

## Il concetto di anima nel vudù
Nel vudù l'anima è concepita come distinta in due corpi numistici: il grande angelo guardiano e il piccolo angelo guardiano. La prima parte dell'anima è considerata quella più materiale, e per questo strettamente legata al corpo, tanto da lasciarlo solo in seguito alla morte. La seconda è considerata la parte più sottile, in grado di lasciare il corpo spesso, anche durante il sonno, e quella più soggetta ad influssi esterni, tanto che si ritiene se ne possano impossessare, imprigionandola, persone che praticano la magia nera, attraverso la quale riuscirebbero a controllare il piccolo angelo guardiano e direttamente la persona cui l'anima appartiene, rendendola uno zombi. I sacerdoti vuduisti possono, in questo caso, proteggere il malcapitato preparando un vaso della testa (in francese pot de tête), una sorta di amuleto nel quale racchiudono il piccolo angelo guardiano impedendo che venga catturato. Quando una persona muore, la sua anima ascende al paradiso. Durante la vita ogni essere umano possiede inoltre un proprio maestro della testa (met tet, derivato dal francese maître tête). Questa entità corrisponde all'angelo custode della tradizione cristiana, un nume dunque che porta consiglio e protezione alla persona cui è associato. Eticamente il vudù esercita una morale che enfatizza il valore della vita umana e il rispetto della natura. Quest'ultima, essendo il vudù una religione panteistica, è considerata sacra e permeata dalle divinità. Nelle regioni meridionali del Togo la religione vuduista rappresenta una forza particolarmente fervente che lotta per la salvaguardia delle zone boscose considerate sacre, spesso celebrandovi al contempo i rituali vuduisti.

## Magia
Come tutte le religioni antiche, anche il vuduismo ha numerosi cerimoniali legati alla magia e particolarmente vasto sembra essere l'arsenale della magia distruttiva o nera.
La capacità di presa di queste superstizioni sul popolo è così forte che perfino François Duvalier, presidente a vita di Haiti dal 1957 al 1971, riuscì a tenere Haiti nella morsa della paura, spacciandosi per la reincarnazione dell'entità Baron Samedi, in grado di scagliare potenti maledizioni (affermò che la morte di John Fitzgerald Kennedy era dovuta ad una sua maledizione) e usò i "Tonton Macoutes" (Zii Sacco di Iuta) per far sparire gli avversari politici.

## Zombi
Secondo la tradizione magica del vudù, alcuni potenti stregoni sarebbero in grado di riportare alla vita i morti, creando i cosiddetti zombi. Sembrerebbero esserci numerose testimonianze a tal proposito; la scrittrice statunitense Zora Neale Hurston riuscì a fotografare una zombi ad Haiti: si sarebbe trattato di Felicia Felix Mentor, deceduta nel 1907, ricomparsa misteriosamente nel 1936 sotto forma di zombi.
Al di là delle leggende, il professor Heinz Lehmann, dopo aver esaminato diversi zombi, affermò che in realtà si tratterebbe di malcapitati a cui è stata somministrata una potente droga che induce uno stato di morte apparente prima e di vita vegetativa poi.

## Vuduismo e cristianesimo
Alcuni affermano che i cristiani convertirono sotto minaccia di morte gli schiavi e che questi adottarono l'iconografia cristiana per camuffare gli antichi riti africani. Il fatto che i cristiani obbligarono gli schiavi a battesimi di massa è stato provato.
C'è da ricordare, allo stesso tempo, che il vuduismo originale africano era già di per sé una mescolanza di varie religioni native e che per gli schiavi immigrati in America era del tutto normale e spontaneo accettare nuove religioni ed integrarle al vuduismo. Questo fu probabilmente il destino anche del cristianesimo, soprattutto negli aspetti più vicini alla sensibilità pagana: la molteplicità dei santi e i loro diversi attributi.
Il cattolicesimo perseguitò alcuni aspetti del vudù, che per la cultura cristiana ricordavano l'iconografia pagana e quella satanista: sacrifici animali, l'importanza ritualistica del sangue e di animali che i cristiani considerano maligni (serpenti in particolar modo), possessioni e magia nera.
Un rapporto quindi doppio: da una parte una persecuzione degli aspetti più incomprensibili e agli occhi dei cattolici presumibilmente malvagi, dall'altra un'integrazione, tanto spontanea quanto inevitabile, degli elementi ritenuti simili.